# Молода циганка
«Молода циганка» (латис. Jaunā čigāniete) — картина латвійського художника Карліса Гуна, написана у 1870 році.
У 1863-71 роках Гун жив у Парижі. Він був не тільки художником, але і академіком (1868) та професором (1870). Був загально відомий як автор сценок з життя міської та сільської бідноти Нормандії та історичних картин, також малював портрети. У своїх малюнках і акварелях першим з професійних художників звернувся до латиської тематики.

## Опис
Карліс Гунс написав картину влітку 1870 року. У ті часи романтичний образ циганських дівчат був доволі популярний. Гунс взяв участь у Паризькому салоні, а потім вирушив у подорож Бельгією та Нормандією. Саме після відвідин цих регіонів і з'явилася картина. Написана олією на полотні розміром 101 х 173 см.
Чорнява дівчина у строкатій спідниці намагається спіймати монету, котру кинули у її тамбурин. Тамбурин — це старовинний музичний барабан, був відомий на півдні Франції близько XVIII століття.
Картина зберігається у Латвійському національному художньому музеї, Рига.